# Gilbert af Poitiers
Gilbert af Poitiers, Gilbert de la Porrée, Gilbertus Porretanus eller Pictaviensis, (født 1070 i Poitiers, død 4 september 1154), var en fransk, skolastisk filosof, teolog og biskop af Poitiers.
Gilbert blev født i Poitiers og var elev af Bernard af Chartres og Anselm af Laon. Efter at have undervist i Chartres i henved tyve år, begyndte han 1137 at forelæse i dialektik og teologi i Paris. Stefan af Alinerre var en af hans elever. 1141 vendte han tilbage til Poitiers, og valgtes til biskop det følgende år. 
På grund af hans afvigende opfattelse af treenighedslæren, pådrog hans arbejder sig kirkens fordømmelse. Ved synoden i Reims 1148, hvor både Gilbert og Stefan var til stede, udfærdigedes fire læresætninger som stod i modsætning til nogle af Gilberts teser, og hans bøger blev fordømt indtil de var blevet korrigeret i overensstemmelse men kirkens principper. Gilbert ser ud til at have godkendt dette idet han accepterede de fire læresætninger og forblev på venskabelig fod med sine antagonister til sin død.
Gilbert er en af de få logikere fra 1100-tallet som blev citeret af de større skolastikere i den følgende periode. Hans hovedværk i logik, afhandlingen De sex principiis, betragtedes med en ærbødighed som næsten var på højde med den man havde over for Aristoteles, og denne afhandling forså flere kommentatorer, deriblandt Albertus Magnus, med materiale. På grund af den anseelse hans værker nød, kaldte Dante ham Magister sex principiorum. Afhandlingen i sig selv udgøres af en diskussion om Aristoteles’ kategorier, og behandler universalierne.